# Агнеса Славовска
Агнеса Славовска е българска католическа монахиня от Общността на сестрите евхаристинки, генерална настоятелка на общността от 1993 г. до 2006 г.

## Биография
Хенриета Страшимирова Славовска е родена на 14 август 1932 г. в София в семейството на Страшимир Славовски и Грете Едер, по народност австрийка. Израства във Виена и в София. След Втората световна война семейството е изселено в град Пирдоп заради австрийския произход на майката и служебното положение на бащата. Там Хенриета завършва средно гимназиално образование. Бащата е несправедливо обвинен и осъден, и прекарва известни години в затвора. За да помага за издръжката на семейството си, тя работи като детска учителка в село Челопеч, като читалищен организатор в Пирдоп и на други места.
През 1962 г. Хенриета прави първите си контакти със сестрите Евхаристинки. Tя започва да прави някои услуги на сестрите и постепенно създава връзки с тях, което спомага тя да задълбочи вярата си. На 19 март 1965 г. Хенриета постъпва официално в монашеската общност, въпреки че семейството ѝ е против. Приема името Мария Агнеса Исусова. На 3 декември 1972 г. дава вечните си обети. С времето близките и започват да приемат решението ѝ.
С присъщите ѝ разбиране и усет за строителство, тя поема отговорни задължения в обществото като лично ръководи строежа на манастира на общността в енорията „Успение Богородично“ в село Ново Делчево през 1969 г. Следващата година поема строежа и на сградата в енорията „Света Троица“. По-късно тя се занимава с ремонтите на манастирите в София и в енорията „Успение Богородично“ в Покрован. От 2000 г. до 2005 г. тя поема организирането на строителството на сградите на новия манастир „Сестри евхаристинки“ в София.
След политическите промени в България през 1989 г., към България започват да се насочват много камиони с хуманитарни помощи от Холандия, Австрия, Германия. Сестра Агнеса е в контакт с различните представители на католическата благотворителна организация Каритас в съответните страни. В България тя организира раздаването и разнасянето на даренията из цялата страна. Така тя поставя основите на Каритас България.
В продължение на два мандата сестра Агнеса е член на генералното управление на монашеската общност, а от 14 септември 1993 г. до септември 2006 г. е генерална настоятелка.
Сестра Агнеса Славовска умира на 3 февруари 2015 г. в София.